# Indianapolis 500 2024
Das 108. Indianapolis 500 (offiziell 108th Running of the Indianapolis 500 presented by Gainbridge) auf dem Indianapolis Motor Speedway, fand am 26. Mai 2024 statt und ging über eine Distanz von 200 Runden à 4,023 km, was einer Gesamtdistanz von 804,672 km entsprach.

## Meldeliste
Insgesamt hatten sich 34 Fahrer für die Ausgabe 2024 eingeschrieben. Zugelassen für das Rennen waren 33 Teilnehmer, einer schied aus in der Qualifikation.
Alle Fahrzeuge waren mit eigens für dieses Rennen hergestellten Dallara IR18-Chassis ausgestattet. Sämtliche Teams starteten mit Reifen von Firestone.
Der viermalige Indy 500 Sieger Hélio Castroneves hatte sich zum 24. Mal in Folge qualifizieren.
Der NASCAR-Cup-Meister von 2021 Kyle Larson wollte am selben Tag das Indianapolis 500 und das Coca-Cola 600 fahren. Er wäre erst der fünfte Fahrer gewesen, dem das sogenannte Double Duty gelingen würde. Da das Indy 500 wegen schlechtem Wetter verspätet startete, konnte Larson sein Voraben nicht wahr machen.
Callum Ilott ersetzte den verletzten David Malukas im Arrow McLaren mit der Startnummer 6 während des Open–Tests im April.

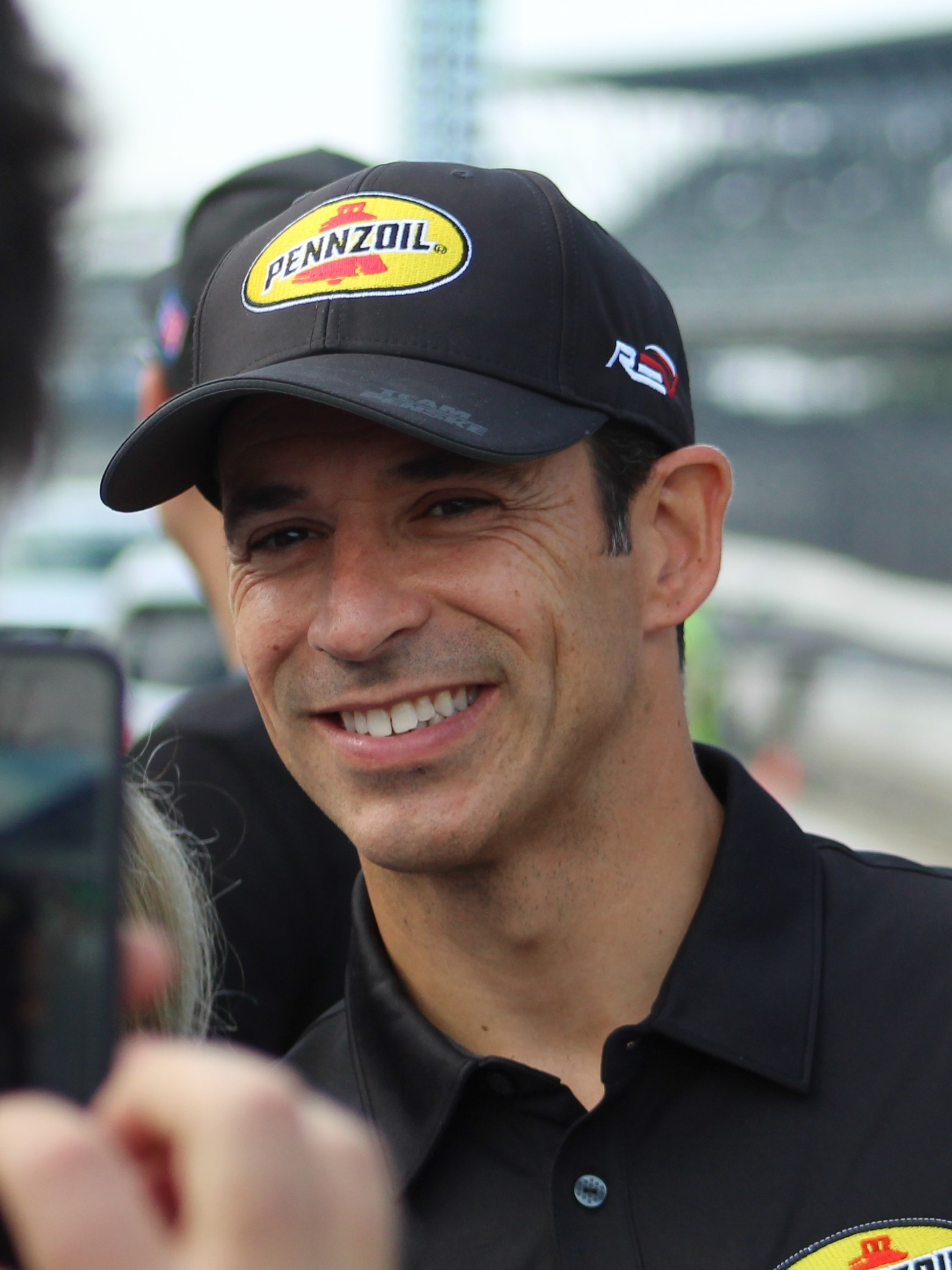
Viermal siegreich in Indianapolis, Hélio Castroneves

| Anzahl | Nr. | Fahrer                  | Team                                                       | Motor     |
| ------ | --- | ----------------------- | ---------------------------------------------------------- | --------- |
| 1      | 2   | Josef Newgarden (W)     | Team Penske                                                | Chevrolet |
| 2      | 3   | Scott McLaughlin        | Team Penske                                                | Chevrolet |
| 3      | 4   | Kyffin Simpson (R)      | Chip Ganassi Racing                                        | Honda     |
| 4      | 5   | Pato O’Ward             | Arrow McLaren                                              | Chevrolet |
| 5      | 6   | Callum Ilott            | Arrow McLaren                                              | Chevrolet |
| 6      | 06  | Hélio Castroneves (W)   | Meyer Shank Racing                                         | Honda     |
| 7      | 7   | Alexander Rossi (W)     | Arrow McLaren                                              | Chevrolet |
| 8      | 8   | Linus Lundqvist (R)     | Chip Ganassi Racing                                        | Honda     |
| 9      | 9   | Scott Dixon (W)         | Chip Ganassi Racing                                        | Honda     |
| 10     | 10  | Alex Palou              | Chip Ganassi Racing                                        | Honda     |
| 11     | 11  | Marcus Armstrong (R)    | Chip Ganassi Racing                                        | Honda     |
| 12     | 12  | Will Power (W)          | Team Penske                                                | Chevrolet |
| 13     | 14  | Santino Ferrucci        | A. J. Foyt Racing                                          | Chevrolet |
| 14     | 15  | Graham Rahal            | Rahal Letterman Lanigan Racing                             | Honda     |
| 15     | 17  | Kyle Larson (R)         | Arrow McLaren / Hendrick Motorsports                       | Chevrolet |
| 16     | 18  | Nolan Siegel (R)        | Dale Coyne Racing                                          | Honda     |
| 17     | 20  | Ed Carpenter            | Ed Carpenter Racing                                        | Chevrolet |
| 18     | 21  | Rinus VeeKay            | Ed Carpenter Racing                                        | Chevrolet |
| 19     | 23  | Ryan Hunter-Reay (W)    | Dreyer & Reinbold Racing                                   | Chevrolet |
| 20     | 24  | Conor Daly              | Dreyer & Reinbold Racing                                   | Chevrolet |
| 21     | 26  | Colton Herta            | Andretti Global / Curb-Agajanian                           | Honda     |
| 22     | 27  | Kyle Kirkwood           | Andretti Global                                            | Honda     |
| 23     | 28  | Marcus Ericsson (W)     | Andretti Global                                            | Honda     |
| 24     | 30  | Pietro Fittipaldi       | Rahal Letterman Lanigan Racing                             | Honda     |
| 25     | 33  | Christian Rasmussen (R) | Ed Carpenter Racing                                        | Chevrolet |
| 26     | 41  | Sting Ray Robb          | A. J. Foyt Racing                                          | Chevrolet |
| 27     | 45  | Christian Lundgaard     | Rahal Letterman Lanigan Racing                             | Honda     |
| 28     | 51  | Katherine Legge         | Dale Coyne Racing / Rick Ware Racing                       | Honda     |
| 29     | 60  | Felix Rosenqvist        | Meyer Shank Racing                                         | Honda     |
| 30     | 66  | Tom Blomqvist (R)       | Meyer Shank Racing                                         | Honda     |
| 31     | 75  | Takuma Satō (W)         | Rahal Letterman Lanigan Racing                             | Honda     |
| 32     | 77  | Romain Grosjean         | Juncos Hollinger Racing                                    | Chevrolet |
| 33     | 78  | Agustín Canapino        | Juncos Hollinger Racing                                    | Chevrolet |
| 34     | 98  | Marco Andretti          | Andretti Herta Autosport / Marco Andretti / Curb-Agajanian | Honda     |

## Testtage

### Rookie Orientierungstest Oktober 2023

Das Indianapolis Oval

Das Rookie-Orientierungsprogramm fand am 11. und 12. Oktober 2023 statt. Vier Fahrer sollten teilnehmen: Marcus Armstrong, Linus Lundqvist, Tom Blomqvist und Kyle Larson. Armstrong, Lundqvist und Blomqvist hatten im Vormonat bereits am Hochgeschwindigkeits-Oval-Rookie-Test in Texas teilgenommen. Kyffin Simpson war nicht zur Teilnahme berechtigt, da er den Texas-Test nicht fuhr. Die IndyCar-Verantwortlichen entschieden, dass Larson aufgrund seiner umfangreichen Erfahrung auf Hochgeschwindigkeitsovals bei NASCAR-Wettbewerben den Texas-Test auslassen kann. Armstrong, Lundqvist und Blomqvist haben den Rookie-Test bestanden. Die drei Fahrer absolvierten insgesamt 285 Runden ohne größere Zwischenfälle. Lundqvist hatte einige mechanische Probleme, konnte aber auf die Strecke zurückkehren und seinen Test beenden. Larson stieg zum ersten Mal in ein IndyCar-Auto und fuhr insgesamt 72 Runden ohne Zwischenfälle am zweiten Testtag.
| Pos. | Nr. | Fahrer           | Team                | Motor     | ø mph 1 Rd. | ø km/h 1 Rd. |
| ---- | --- | ---------------- | ------------------- | --------- | ----------- | ------------ |
| 1    | 60  | Tom Blomqvist    | Meyer Shank Racing  | Honda     | 220,176     | 354,339      |
| 2    | 20  | Linus Lundqvist  | Chip Ganassi Racing | Honda     | 219,504     | 353,257      |
| 3    | 11  | Marcus Armstrong | Chip Ganassi Racing | Honda     | 219,252     | 352,852      |
| 4    | 6   | Kyle Larson      | Arrow McLaren       | Chevrolet | 217,898     | 350,673      |

## Trainingstage

### Mittwoch, 10. April
Wetter: stark bewölkt bei 15 °C
| Pos. | Nr. | Fahrer          | Team                                 | Motor     | ø mph 1 Rd. | ø km/h 1 Rd. |
| ---- | --- | --------------- | ------------------------------------ | --------- | ----------- | ------------ |
| 1    | 2   | Josef Newgarden | Team Penske                          | Chevrolet | 228,811     | 368,236      |
| 2    | 17  | Kyle Larson     | Arrow McLaren / Hendrick Motorsports | Chevrolet | 226,384     | 364,330      |
| 3    | 9   | Scott Dixon     | Chip Ganassi Racing                  | Honda     | 226,346     | 364,269      |

### Donnerstag, 11. April
Regen (15 °C) den ganzen Tag über führte dazu, dass der zweite Trainingstag abgesagt werden musste.

### Dienstag, 14. Mai
Wetter: stark bewölkt, dann Regen bei 18 °C
Um 9:00 Uhr war der Start zum ersten Trainingstag, er sollte bis 18:00 Uhr dauern. Allerdings begann es bereits nach 23 Minuten zu regnen und die Autos fuhren an die Boxen. Scott Dixon war in der kurzen Session der schnellste mit einem Rundendurchschnitt von 229,107 mph. Insgesamt waren 31 der 34 gemeldeten Fahrzeuge auf der Strecke, fünf davon konnten aber nur eine Einführungsrunde absolvieren.
| Pos. | Nr. | Fahrer         | Team                                                       | Motor | ø mph 1 Rd. | ø km/h 1 Rd. |
| ---- | --- | -------------- | ---------------------------------------------------------- | ----- | ----------- | ------------ |
| 1    | 9   | Scott Dixon    | Chip Ganassi Racing                                        | Honda | 229,107     | 368,712      |
| 2    | 98  | Marco Andretti | Andretti Herta Autosport / Marco Andretti / Curb-Agajanian | Honda | 228,399     | 367,573      |
| 3    | 75  | Takuma Satō    | Rahal Letterman Lanigan Racing                             | Honda | 225,551     | 362,989      |

### Mittwoch, 15. Mai
Wetter: stark bewölkt, teils Regen bei 23 °C
Da das Training am Vortag wetterbedingt verkürzt werden musste, verlängerten die Funktionäre die Fahrzeit am Mittwoch. Die Strecke sollte um 10:00 Uhr freigegeben werden und um 19:00 Uhr schließen. Regen am Morgen und am frühen Nachmittag verzögerte den Start zur Sitzung jedoch erneut. Um 15:06 Uhr war die Strecke schließlich getrocknet und für das Training freigegeben. Kurze Regenschauer führten gelegentlich zu Unterbrechungen der Session, bevor gegen 18:00 Uhr erneut anhaltender Regen einsetzte und den Trainingstag beendete. Die Fahrer hatten insgesamt etwa zwei Stunden Zeit, um unter Grün zu fahren. Scott McLaughlin war der schnellste mit einem Rundendurchschnitt von 229,493 mph.
| Pos. | Nr. | Fahrer           | Team                     | Motor     | ø mph 1 Rd. | ø km/h 1 Rd. |
| ---- | --- | ---------------- | ------------------------ | --------- | ----------- | ------------ |
| 1    | 3   | Scott McLaughlin | Team Penske              | Chevrolet | 229,493     | 369,333      |
| 2    | 12  | Will Power       | Team Penske              | Chevrolet | 228,767     | 368,165      |
| 3    | 26  | Colton Herta     | Andretti/ Curb-Agajanian | Honda     | 227,858     | 366,702      |

### Donnerstag, 16. Mai
Wetter: stark bewölkt bei 23 °C
Das Training am Donnerstag war von 10:00 bis 18:00 Uhr geplant. Über Nacht beschloss das Arrow-McLaren-Team, den Motor in Kyle Larsons Auto auszutauschen, nachdem am Vortag Probleme aufgetreten waren. Der erste schwere Unfall in diesem Jahr ereignete sich um 11:29 Uhr, als Linus Lundqvist die Kontrolle über sein Auto verlor und mit dem Heck seines Wagens gegen die Außenmauer von Kurve 2 prallte. Alexander Rossi hatte im Laufe des Vormittags Probleme mit dem Motor und er musste in der Box bleiben. Um 15:49 Uhr ereignete sich der zweite größere Zwischenfall, als Marcus Ericsson in Kurve 4 die Kontrolle über sein Auto verlor und gegen die Außenwand prallte. Er rutschte quer über die Strecke, berührte die Innenmauer des Ovals und dann die Polsterung bei der Boxeneinfahrt, wo das Auto zum Stehen kam. Auch Ericsson blieb, wie zuvor Lundqvist, unverletzt. Kurz vor 16:30 Uhr begann es leicht zu regnen, was eine Verzögerung von einer Stunde bedeutete. Rund 25 Minuten vor Ende der Trainingszeit konnte die Session wieder aufgenommen werden. Da Conor Daly aufgrund von Aufhängungsproblemen langsamer wurde, kamen erneut die gelben Flaggen heraus. Danach begann es erneut leicht zu regnen, worauf das Training endgültig beendet wurde. Pato O’Ward war der schnellste Fahrer an diesem Tag, er fuhr einen Rundendurchschnitt von 228,861 mph.
| Pos. | Nr. | Fahrer           | Team                | Motor     | ø mph 1 Rd. | ø km/h 1 Rd. |
| ---- | --- | ---------------- | ------------------- | --------- | ----------- | ------------ |
| 1    | 5   | Pato O’Ward      | Arrow McLaren       | Chevrolet | 228,861     | 368,316      |
| 2    | 3   | Scott McLaughlin | Team Penske         | Chevrolet | 227,316     | 365,830      |
| 3    | 10  | Alex Palou       | Chip Ganassi Racing | Honda     | 226,915     | 365,184      |

### Freitag, 17. Mai
Wetter: bewölkt bei 23 °C
Das Freitagstraining war von 12:00 bis 18:00 Uhr geplant. Den Teams war es gestattet, ihre Turbolader-Boostwerte auf das Qualifikationsniveau zu erhöhen, was zu höheren Geschwindigkeiten führte. Den größten Teil des Tages verbrachten die Teams damit, die Qualifikationsläufe für den folgenden Tag zu simulieren, also vier Runden an einander zu fahren in Höchstgeschwindigkeit. Um 13:38 Uhr hatte der Rookie Nolan Siegel einen Unfall in Kurve 2. Er verlor die Kontrolle über sein Auto und schlug heftig an die Auẞenmauer des Ovals. Siegels Auto kam nach dem Aufprall rückwärts ins Rutschen, das Heck des Autos stieg in die Luft und er überschlug sich, das Fahrzeug kam Kopfüber zum Stillstand. Siegel blieb bei dem Unfall unverletzt. Um 15:16 Uhr hatte Alex Palou Motorprobleme, das Training musste kurz unterbrochen werden, da Palous Auto Flüssigkeit verlor. Colton Herta war der schnellste in dieser Session mit einem 1-Runden-Durchschnitt von 234,974 mph. Josef Newgarden fuhr die schnellste 4-Runden-Durchschnittsgeschwindigkeit mit 234,063 mph, in einer Probe für die anstehenden Qualifikationsläufe.
| Pos. | Nr. | Fahrer          | Team                                 | Motor     | ø mph 1 Rd. | ø km/h 1 Rd. |
| ---- | --- | --------------- | ------------------------------------ | --------- | ----------- | ------------ |
| 1    | 26  | Colton Herta    | Andretti Global / Curb-Agajanian     | Honda     | 234,974     | 378,154      |
| 2    | 17  | Kyle Larson     | Arrow McLaren / Hendrick Motorsports | Chevrolet | 234,271     | 377,023      |
| 3    | 2   | Josef Newgarden | Team Penske                          | Chevrolet | 234,260     | 377,005      |

## Qualifikation

### Samstag, 18. Mai: erster von zwei Tagen
Wetter: bewölkt, windig bei 26 °C
Am ersten Quali-Tag ging es um die ersten 12 Plätze, diese kommen am Sonntag in die Top-12-Qualifikation. Die sechs schnellsten Fahrzeuge (Fast Six Qualifying) fahren um die ersten drei Startreihen und die Pole-Position. Die letzten vier Fahrer der Samstags-Qualifikation fahren am Sonntag um die letzte Startreihe (Last Chance Qualifying), ein Pilot kann sich nicht qualifizieren, da zum Rennen nur 33 Autos zugelassen werden. Die Positionen 13 bis 30 haben ihren Startplatz gesichert.
Der erste Qualifikationstag war zwischen 11:00 und 17:50 Uhr angesetzt. Das Team Penske dominierte und die drei Fahrer belegten die ersten drei Positionen. Will Power fuhr mit 233,758 mph (376,197 km/h) den schnellsten Vier-Runden-Durchschnitt des Trios. Dahinter Scott McLaughlin und Vorjahressieger Josef Newgarden.
Der Niederländer Rinus VeeKay hatte einen Unfall, nachdem er in Kurve 3 die Kontrolle über sein Auto verlor und gegen die Außenmauer prallte. Seinem Team Ed Carpenter Racing gelang es, das Auto zu reparieren und in den letzten Minuten des Qualifyings konnte sich VeeKay qualifizierten in den Schnellsten 12 mit einer Geschwindigkeit von 232,419 mph (374,042 km/h).
Wie schon im letzten Jahr war Graham Rahal zu langsam, um sich in den Top 30 zu platzieren, er muss am Sonntag die Qualifikation letzte Chance (Last Chance Qualifying) bestreiten. Das gleiche Schicksal ereilte Katherine Legge, Marcus Ericsson und Nolan Siegel.
| Pos.                 | Nr.                  | Fahrer               | Team                                          | Motor                | ø mph 4 Rd.          | ø km/h 4 Rd.         |
| Top 12 Qualifikanten | Top 12 Qualifikanten | Top 12 Qualifikanten | Top 12 Qualifikanten                          | Top 12 Qualifikanten | Top 12 Qualifikanten | Top 12 Qualifikanten |
| -------------------- | -------------------- | -------------------- | --------------------------------------------- | -------------------- | -------------------- | -------------------- |
| 1                    | 12                   | Will Power           | Team Penske                                   | Chevrolet            | 233,758              | 376,197              |
| 2                    | 3                    | Scott McLaughlin     | Team Penske                                   | Chevrolet            | 233,332              | 375,511              |
| 3                    | 2                    | Josef Newgarden      | Team Penske                                   | Chevrolet            | 233,293              | 375,449              |
| 4                    | 7                    | Alexander Rossi      | Arrow McLaren                                 | Chevrolet            | 233,069              | 375,088              |
| 5                    | 27                   | Kyle Kirkwood        | Andretti Global                               | Honda                | 232,764              | 374,597              |
| 6                    | 17                   | Kyle Larson          | Arrow McLaren / Hendrick Motorsports          | Chevrolet            | 232,563              | 374,274              |
| 7                    | 60                   | Felix Rosenqvist     | Meyer Shank Racing                            | Honda                | 232,547              | 374,248              |
| 8                    | 14                   | Santino Ferrucci     | A. J. Foyt Racing                             | Chevrolet            | 232,496              | 374,166              |
| 9                    | 75                   | Takuma Satō          | Rahal Letterman Lanigan Racing                | Honda                | 232,473              | 374,129              |
| 10                   | 5                    | Pato O’Ward          | Arrow McLaren                                 | Chevrolet            | 232,434              | 374,066              |
| 11                   | 21                   | Rinus VeeKay         | Ed Carpenter Racing                           | Chevrolet            | 232,419              | 374,042              |
| 12                   | 23                   | Ryan Hunter-Reay     | Dreyer & Reinbold Racing / Cusick Motorsports | Chevrolet            | 232,385              | 373,987              |

| Positionen 13–30 | Positionen 13–30 | Positionen 13–30    | Positionen 13–30                                           | Positionen 13–30 | Positionen 13–30 | Positionen 13–30 | Positionen 13–30 |
| Pos.             | Nr.              | Fahrer              | Team                                                       | Motor            | ø mph 4 Rd.      | ø km/h 4 Rd.     | Startreihe       |
| ---------------- | ---------------- | ------------------- | ---------------------------------------------------------- | ---------------- | ---------------- | ---------------- | ---------------- |
| 13               | 26               | Colton Herta        | Andretti Global / Curb-Agajanian                           | Honda            | 232,316          | 373,876          | 5                |
| 14               | 10               | Alex Palou          | Chip Ganassi Racing                                        | Honda            | 232,306          | 373,860          | 5                |
| 15               | 6                | Callum Ilott        | Arrow McLaren                                              | Chevrolet        | 232,230          | 373,738          | 5                |
| 16               | 11               | Marcus Armstrong    | Chip Ganassi Racing                                        | Honda            | 232,183          | 373,662          | 6                |
| 17               | 20               | Ed Carpenter        | Ed Carpenter Racing                                        | Chevrolet        | 232,017          | 373,395          | 6                |
| 18               | 4                | Kyffin Simpson      | Chip Ganassi Racing                                        | Honda            | 231,948          | 373,284          | 6                |
| 19               | 98               | Marco Andretti      | Andretti Herta Autosport / Marco Andretti / Curb-Agajanian | Honda            | 231,890          | 373,191          | 7                |
| 20               | 06               | Hélio Castroneves   | Meyer Shank Racing / Curb-Agajanian                        | Chevrolet        | 231,871          | 373,160          | 7                |
| 21               | 9                | Scott Dixon         | Chip Ganassi Racing                                        | Honda            | 231,851          | 373,128          | 7                |
| 22               | 78               | Agustín Canapino    | Juncos Hollinger Racing                                    | Chevrolet        | 231,847          | 373,122          | 8                |
| 23               | 41               | Sting Ray Robb      | A. J. Foyt Racing                                          | Chevrolet        | 231,826          | 373,088          | 8                |
| 24               | 33               | Christian Rasmussen | Ed Carpenter Racing                                        | Chevrolet        | 231,682          | 372,856          | 8                |
| 25               | 66               | Tom Blomqvist       | Meyer Shank Racing                                         | Honda            | 231,578          | 372,689          | 9                |
| 26               | 77               | Romain Grosjean     | Juncos Hollinger Racing                                    | Chevrolet        | 231,514          | 372,586          | 9                |
| 27               | 8                | Linus Lundqvist     | Chip Ganassi Racing                                        | Honda            | 231,506          | 372,573          | 9                |
| 28               | 45               | Christian Lundgaard | Rahal Letterman Lanigan Racing                             | Honda            | 231,465          | 372,507          | 10               |
| 29               | 24               | Conor Daly          | Dreyer & Reinbold Racing / Cusick Motorsports              | Chevrolet        | 231,243          | 372,150          | 10               |
| 30               | 30               | Pietro Fittipaldi   | Rahal Letterman Lanigan Racing                             | Honda            | 231,100          | 371,919          | 10               |

| Qualifikation letzte Chance | Qualifikation letzte Chance | Qualifikation letzte Chance | Qualifikation letzte Chance          | Qualifikation letzte Chance | Qualifikation letzte Chance | Qualifikation letzte Chance |
| --------------------------- | --------------------------- | --------------------------- | ------------------------------------ | --------------------------- | --------------------------- | --------------------------- |
| 31                          | 51                          | Katherine Legge             | Dale Coyne Racing / Rick Ware Racing | Honda                       | kein Wert                   | kein Wert                   |
| 32                          | 28                          | Marcus Ericsson             | Andretti Global                      | Honda                       | kein Wert                   | kein Wert                   |
| 33                          | 15                          | Graham Rahal                | Rahal Letterman Lanigan Racing       | Honda                       | kein Wert                   | kein Wert                   |
| 34                          | 18                          | Nolan Siegel                | Dale Coyne Racing                    | Honda                       | kein Wert                   | kein Wert                   |

### Sonntag, 19. Mai: zweiter von zwei Tagen
Wetter: leicht bewölkt bei 30 °C
Die Session für die Top 12 Qualifikanten begann um 15:00 Uhr Ortszeit. Die ersten sechs Ränge kamen weiter in die Top 6 Qualifikation und kämpfen dann um die ersten drei Startreihen, sprich die Pole-Position. Die Fahrzeuge vom Team Penske sicherten sich wiederum die ersten drei Plätze, wobei sich Scott McLaughlin mit einem Vierrunden-Durchschnitt von 233,492 mph (375,769 km/h) als schnellster qualifizierte. Will Power war der zweitschnellste, nur 0,009 mph (0,014 km/h) langsamer als McLaughlin. Josef Newgarden, Alexander Rossi, Kyle Larson und Santino Ferrucci erreichten ebenfalls die Qualifikation der Top 6. Die Positionen 7–12 gehen aus den Startreihen drei und vier ins Rennen.
| Pos.                 | Nr.                  | Fahrer               | Team                          | Motor                | ø mph 4 Rd.          | ø km/h 4 Rd.         |
| Top 6 Qualifikanten  | Top 6 Qualifikanten  | Top 6 Qualifikanten  | Top 6 Qualifikanten           | Top 6 Qualifikanten  | Top 6 Qualifikanten  | Top 6 Qualifikanten  |
| Top 12 Qualifikanten | Top 12 Qualifikanten | Top 12 Qualifikanten | Top 12 Qualifikanten          | Top 12 Qualifikanten | Top 12 Qualifikanten | Top 12 Qualifikanten |
| -------------------- | -------------------- | -------------------- | ----------------------------- | -------------------- | -------------------- | -------------------- |
| 1                    | 3                    | Scott McLaughlin     | Team Penske                   | Chevrolet            | 233,492              | 375,769              |
| 2                    | 12                   | Will Power           | Team Penske                   | Chevrolet            | 233,483              | 375,754              |
| 3                    | 2                    | Josef Newgarden      | Team Penske                   | Chevrolet            | 233,286              | 375,437              |
| 4                    | 7                    | Alexander Rossi      | Arrow McLaren                 | Chevrolet            | 233,071              | 375,091              |
| 5                    | 17                   | Kyle Larson          | Arrow McLaren / Rick Hendrick | Chevrolet            | 232,788              | 374,636              |
| 6                    | 14                   | Santino Ferrucci     | A. J. Foyt Racing             | Chevrolet            | 232,723              | 374,531              |

| Positionen 7–12 | Positionen 7–12 | Positionen 7–12  | Positionen 7–12                               | Positionen 7–12 | Positionen 7–12 | Positionen 7–12 | Positionen 7–12 |
| Pos.            | Nr.             | Fahrer           | Team                                          | Motor           | ø mph 4 Rd.     | ø km/h 4 Rd.    | Startreihe      |
| --------------- | --------------- | ---------------- | --------------------------------------------- | --------------- | --------------- | --------------- | --------------- |
| 7               | 21              | Rinus VeeKay     | Ed Carpenter Racing                           | Chevrolet       | 232,610         | 374,350         | 3               |
| 8               | 5               | Pato O’Ward      | Arrow McLaren                                 | Chevrolet       | 232,584         | 374,308         | 3               |
| 9               | 60              | Felix Rosenqvist | Meyer Shank Racing                            | Honda           | 232,305         | 373,859         | 3               |
| 10              | 75              | Takuma Satō      | Rahal Letterman Lanigan Racing                | Honda           | 232,171         | 373,643         | 4               |
| 11              | 27              | Kyle Kirkwood    | Andretti Global                               | Honda           | 230,993         | 371,747         | 4               |
| 12              | 23              | Ryan Hunter-Reay | Dreyer & Reinbold Racing / Cusick Motorsports | Chevrolet       | 230,567         | 371,062         | 4               |

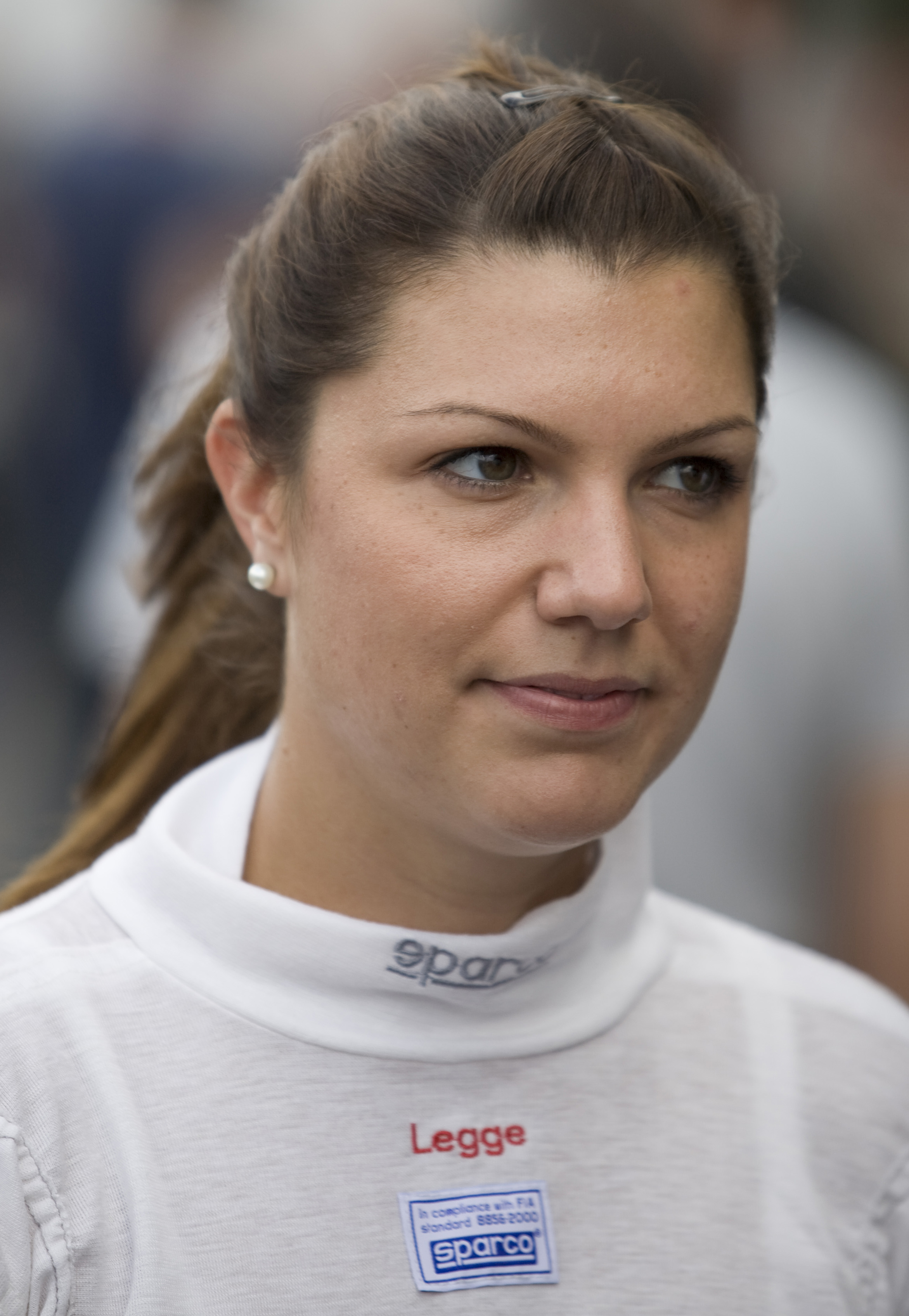
Katherine Legge startet zum dritten Mal beim Indy 500

Die Qualifikanten letzte Chance begann um 16:00 Uhr und dauerte eine Stunde. In dieser Sitzung wurden die Plätze 31–33 für die Startaufstellung ermittelt. Jeder Wagen bekam einen ersten Versuch zugeteilt, weitere Versuche waren möglich, der vorhergehende Vierrunden-Durchschnitt war danach nicht mehr gültig. Marcus Ericsson war nach seinem ersten Versuch auf dem 34. und letzten Rang gelandet wegen Reifenproblemen. Ericsson kehrte sechs Minuten vor Ende der Sitzung auf die Strecke zurück und fuhr mit einer Durchschnittsgeschwindigkeit von 230,027 mph (370,193 km/h) auf den 32. Platz. Er warf damit Nolan Siegel aus dem Starterfeld. Siegel kehrte kurz nach Ericssons erfolgreichem Versuch auf die Strecke zurück. In seiner zweiten Runde schlug Siegel an die Außenwand des Ovals, verlor die Kontrolle über sein Fahrzeug und konnte sich nicht für das Rennen qualifizieren. Die einzige Frau im Fahrerfeld Katherine Legge sicherte sich die Qualifikation fürs Rennen souverän im ersten Versuch und gewann diese Session.
| Pos.                        | Nr.                         | Fahrer                      | Team                                 | Motor                       | ø mph 4 Rd.                 | ø km/h 4 Rd.                | Startreihe |
| Qualifikanten letzte Chance | Qualifikanten letzte Chance | Qualifikanten letzte Chance | Qualifikanten letzte Chance          | Qualifikanten letzte Chance | Qualifikanten letzte Chance | Qualifikanten letzte Chance | Startreihe |
| --------------------------- | --------------------------- | --------------------------- | ------------------------------------ | --------------------------- | --------------------------- | --------------------------- | ---------- |
| 31                          | 51                          | Katherine Legge             | Dale Coyne Racing / Rick Ware Racing | Honda                       | 230,092                     | 370,297                     | 11         |
| 32                          | 28                          | Marcus Ericsson             | Andretti Global                      | Honda                       | 230,027                     | 370,193                     | 11         |
| 33                          | 15                          | Graham Rahal                | Rahal Letterman Lanigan Racing       | Honda                       | 229,974                     | 370,107                     | 11         |

| Pos. | Nr. | Fahrer       | Team              | Motor | ø mph 4 Rd.                 | ø km/h 4 Rd.                |
| ---- | --- | ------------ | ----------------- | ----- | --------------------------- | --------------------------- |
| 34   | 18  | Nolan Siegel | Dale Coyne Racing | Honda | nicht qualifiziert / Unfall | nicht qualifiziert / Unfall |

Die letzte Session des zweiten Qualifikationstages begannen um 17:20 Uhr mit einer kleinen Verzögerung wegen des Unfalls von Nolan Siegel in der vorhergegangenen Sitzung. Die sechs verbliebenen Fahrer hatten einen Versuch, ihren besten Vierrunden-Durchschnitt zu erzielen. Scott McLaughlin fuhr auf die Pole-Position und stellte mit einer Geschwindigkeit von 234,220 mph (376,941 km/h) einen neuen offiziellen Rekord auf.
| Pos.                | Nr.                 | Fahrer              | Team                          | Motor               | ø mph 4 Rd.         | ø km/h 4 Rd.        | Startreihe |
| Top 6 Qualifikanten | Top 6 Qualifikanten | Top 6 Qualifikanten | Top 6 Qualifikanten           | Top 6 Qualifikanten | Top 6 Qualifikanten | Top 6 Qualifikanten | Startreihe |
| ------------------- | ------------------- | ------------------- | ----------------------------- | ------------------- | ------------------- | ------------------- | ---------- |
| 1                   | 3                   | Scott McLaughlin    | Team Penske                   | Chevrolet           | 234,220             | 376,941             | 1          |
| 2                   | 12                  | Will Power          | Team Penske                   | Chevrolet           | 233,917             | 376,453             | 1          |
| 3                   | 2                   | Josef Newgarden     | Team Penske                   | Chevrolet           | 233,808             | 376,278             | 1          |
| 4                   | 7                   | Alexander Rossi     | Arrow McLaren                 | Chevrolet           | 233,090             | 375,122             | 2          |
| 5                   | 17                  | Kyle Larson         | Arrow McLaren / Rick Hendrick | Chevrolet           | 232,846             | 374,729             | 2          |
| 6                   | 14                  | Santino Ferrucci    | A. J. Foyt Racing             | Chevrolet           | 232,692             | 374,481             | 2          |

## Startaufstellung

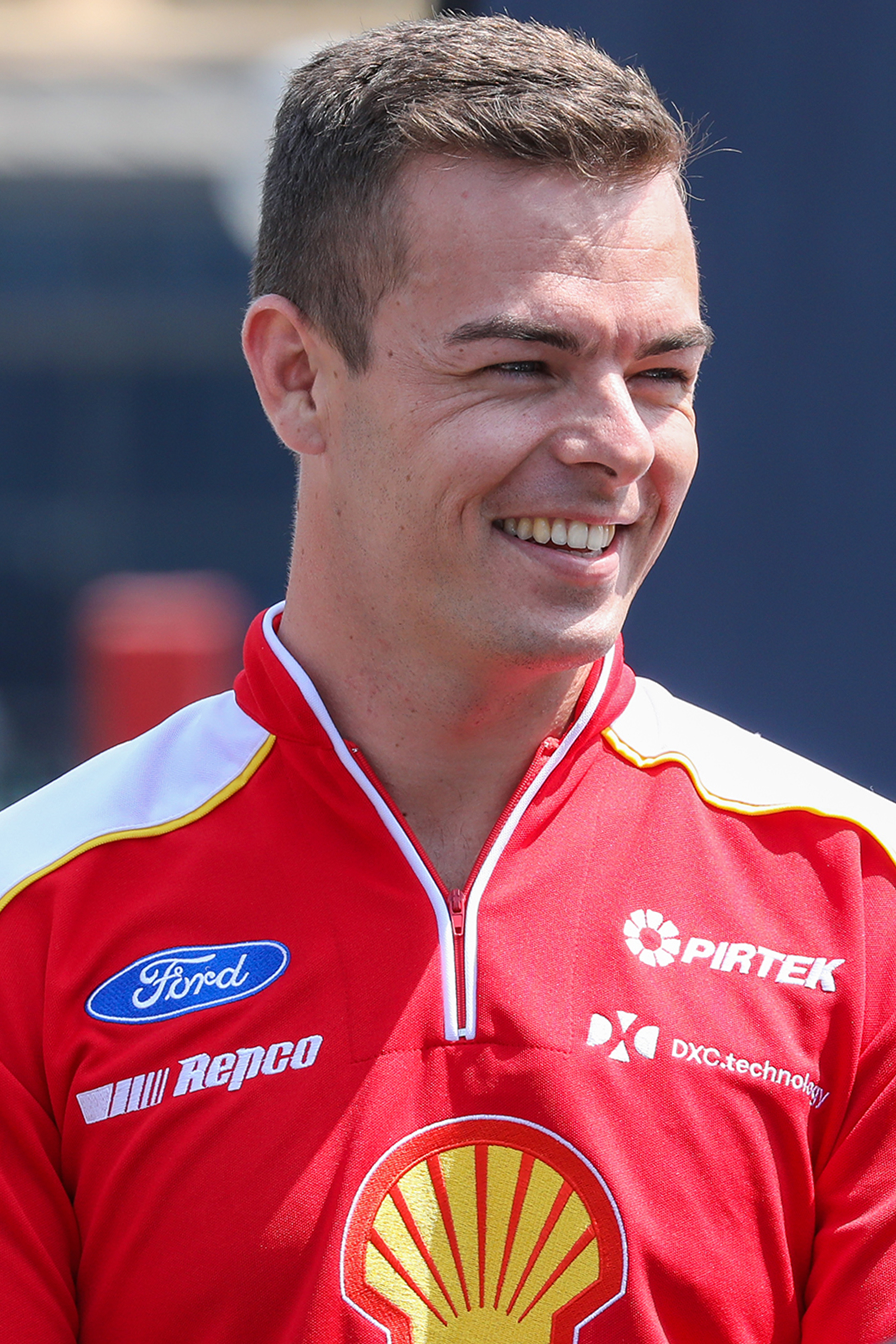
Scott McLaughlin startet aus der Pole-Position ins Rennen

Das Team Penske eroberte zum zweiten Mal in seiner Geschichte die komplette erste Startreihe. Im Jahr 1988 standen Rick Mears, Danny Sullivan und Al Unser mit den Autos von Penske in der ersten Reihe.
| Reihe | Innen | Innen               | Mitte | Mitte             | Außen | Außen               |
| ----- | ----- | ------------------- | ----- | ----------------- | ----- | ------------------- |
| 1     | 3     | Scott McLaughlin    | 12    | Will Power        | 2     | Josef Newgarden     |
| 2     | 7     | Alexander Rossi     | 17    | Kyle Larson       | 14    | Santino Ferrucci    |
| 3     | 21    | Rinus VeeKay        | 5     | Pato O’Ward       | 60    | Felix Rosenqvist    |
| 4     | 75    | Takuma Satō         | 27    | Kyle Kirkwood     | 23    | Ryan Hunter-Reay    |
| 5     | 26    | Colton Herta        | 10    | Alex Palou        | 6     | Callum Ilott        |
| 6     | 11    | Marcus Armstrong    | 20    | Ed Carpenter      | 4     | Kyffin Simpson      |
| 7     | 98    | Marco Andretti      | 06    | Hélio Castroneves | 9     | Scott Dixon         |
| 8     | 78    | Agustín Canapino    | 41    | Sting Ray Robb    | 33    | Christian Rasmussen |
| 9     | 66    | Tom Blomqvist       | 77    | Romain Grosjean   | 8     | Linus Lundqvist     |
| 10    | 45    | Christian Lundgaard | 24    | Conor Daly        | 30    | Pietro Fittipaldi   |
| 11    | 51    | Katherine Legge     | 28    | Marcus Ericsson   | 15    | Graham Rahal        |

## Trainingstage

### Montag, 20. Mai: Training nach der Qualifikation
Wetter: bewölkt bei 29 °C
Das achte freie Training fand zwischen 13:00 und 15:00 Uhr statt. Nach der Qualifikation stellten die Teams ihre Fahrzeuge auf das Turbo-Boost-Level, dass am Renntag verwendet wird, zurück. Am Ende dieser Session durften auch die Boxenstopps unter Rennbedienungen geprobt werden. Dabei kam es zu einem kleinen Zwischenfall mit Tom Blomqvist, der sich gedreht hatte in der Boxenstraße, aber nirgends anschlug. Das Training musste nicht unterbrochen werden deshalb. Mit einem Rundendurchschnitt von 226,238 mph hatte Josef Newgarden den besten Wert erreicht.
| Pos. | Nr. | Fahrer          | Team                             | Motor     | ø mph 1 Rd. | ø km/h 1 Rd. |
| ---- | --- | --------------- | -------------------------------- | --------- | ----------- | ------------ |
| 1    | 2   | Josef Newgarden | Team Penske                      | Chevrolet | 226,238     | 364,095      |
| 2    | 26  | Colton Herta    | Andretti Global / Curb-Agajanian | Honda     | 226,222     | 364,069      |
| 3    | 12  | Will Power      | Team Penske                      | Chevrolet | 226,137     | 363,932      |

### Freitag, 24. Mai: letztes Training vor dem Rennen(Carb Day)
Wetter: bewölkt bei 26 °C
Das Abschlusstraining vor dem Rennen war von 11:00 bis 13:00 Uhr angesetzt. Während dieser Session ging Kyle Larson der Treibstoff aus und er blieb in Kurve 3 stehen, was eine kurze Unterbrechung des Trainings nach sich zog. Rund 15 Minuten vor Ende der Sitzung fuhr Scott Dixon die schnellste Runde mit einem Geschwindigkeitsdurchschnitt von 227,206 mph (365,653 km/h).
| Pos. | Nr. | Fahrer            | Team                | Motor     | ø mph 1 Rd. | ø km/h 1 Rd. |
| ---- | --- | ----------------- | ------------------- | --------- | ----------- | ------------ |
| 1    | 9   | Scott Dixon       | Chip Ganassi Racing | Honda     | 227,206     | 365,653      |
| 2    | 06  | Hélio Castroneves | Meyer Shank Racing  | Honda     | 226,939     | 365,223      |
| 3    | 5   | Pato O’Ward       | Arrow McLaren       | Chevrolet | 226,666     | 364,784      |

### Pit Stop Challenge
Der jährliche Boxenstopp-Wettbewerb wurde nach Abschluss des Carb Day-Trainings ausgetragen. Dies war eine absolute Unterhaltungsveranstaltung für die Zuschauer. 14 Team-Mannschaften waren am Vortag für den Wettbewerb ausgelost worden. Das Team Penske gewann mit dem Auto von Josef Newgarden und besiegte Arrow McLaren mit dem Fahrzeug von Pato O’Ward im Best-of-Three-Finale. Es war der 19. Sieg für das Team Penske und der zweite für Newgarden.

## Rennen

### Bericht
Wetter: zuerst heftige Gewitter, am späten Nachmittag bewölkt bei 24 °C
Das Rennen sollte um 12:45 Uhr Lokalzeit gestartet werden, starke Gewitter verzögerten jedoch den Start des Rennens. Erst um 16:44 Uhr war die Strecke wieder abgetrocknet und bereit. Vor dem Start hatte das Fahrzeug von Callum Ilott Probleme mit dem Motor und er musste wieder an die Boxen fahren. Ilott konnte dann zwar am Start des Rennens teilnehmen, fuhr aber am Ende des Starterfeldes los.
Als die Ampeln auf Grün geschaltet wurden, übernahm Scott McLaughlin von der Pole-Position aus die Führung. Bereits in der ersten Kurve drehte sich Tom Blomqvist und riss Marcus Ericsson und Pietro Fittipaldi mit ins Aus. Während dieser Gelbphase schied Marcus Armstrong wegen Motorschaden aus. Penske-Fahrer Scott McLaughlin führte vor seinen Teamkollegen Josef Newgarden und Will Power. Bereits in der 23. Runde hatte Katherine Legge einen Motorschaden und sie verlangsamte ihre Fahrt, was eine weitere Gelbphase nach sich zog. Die meisten Fahrer steuerten ihre Box an, um den ersten Stopp zu absolvieren. Einige Piloten verzichteten auf den Stopp unter Gelb, deshalb lag Sting Ray Robb kurzzeitig in Führung. In der 26. Runde ging das Rennen weiter, Connor Daly lag auf dem ersten Rang, da er ebenfalls nicht zum Boxenstopp kam. Nur zwei Runden später kamen zum dritten Mal die gelben Flaggen heraus, weil Linus Lundqvist an die Außenmauer des Ovals prallte. Boxenstopp bereinigt kämpften McLaughlin und Pato O’Ward um die erste Position. Wiederum Gelb gab es nach 56 Runden, als Felix Rosenqvist nach einem Motorschaden auf der Rennstrecke stehen blieb. Wieder kamen die meisten Fahrer zur Box während dieser Gelbphase und Daly ging wieder in Führung. Das Rennen konnte in Runde 64 erneut aufgenommen werden. Eine Runde später überholte Robb den führenden Daly und er übernahm die Führung. Als Robb und Daly an die Box kamen, übernahm McLaughlin die Spitze. Der als 13. gestartete Colton Herta arbeitete sich währenddessen nach vorne und er lag hinter McLaughlin auf dem zweiten Platz. In der 86. Runde verlor Herta die Kontrolle über sein Auto und er prallte gegen die Mauer in der ersten Kurve. Herta konnte noch bis zu seiner Box fahren, wo das Fahrzeug repariert werden konnte, schlussendlich fuhr er 170 von den 200 angesetzten Runden. Der Restart erfolgte in Runde 91. Während den Boxenstopps unter Gelb wechselten sich mehrere Fahrer kurzzeitig ab an der Spitze. Als der dritte Boxenzyklus abgeschlossen war, übernahm Newgarden zur Halbzeit des Rennens die Führung. Die sechste Gelbphase folgte in Runde 107, als Ryan Hunter-Reay und Scott Dixon auf der Gegengeraden leichten Kontakt hatten. Hunter-Reay wollte links an Dixon vorbei, kam auf den Rasen, berührte Dixon am Hinterrad und drehte sich. Während Dixon weiterfahren konnte, musste Hunter-Reay aufgeben. Nach dieser Gelbphase folgte gleich die siebte, weil Marco Andretti die Kontrolle über sein Fahrzeug verlor und in der ersten Kurve des Ovals an die Mauer prallte. In der 118. Runde ging es unter Grün weiter. McLaughlin und Newgarden blieben an der Spitze, aber Alexander Rossi und Santino Ferrucci schlossen sich dem Spitzenkampf an. Als die Führenden in Runde 135 ihre vorletzten Boxenstopps einlegten, übernahmen Dixon und O’Ward Platz eins und zwei, jene Fahrer also, die eine andere Boxenstopp-Strategie verfolgten. Als auch diese ein wenig später zur Box kamen, übernahmen wieder Daly und Robb die Spitze, die nochmals eine andere Strategie anwendeten. Nach dieser Boxenstopp-Sequenz blieben Dixon und O’Ward vor Newgarden und McLaughlin. Die achte und letzte Gelbphase des Tages kam in Runde 147, als Power in Kurve 1 die Kontrolle über sein Auto verlor und gegen die Außenwand prallte. Als die Strecke wieder frei gegeben wurde in der 155. Runde, kämpften Dixon, O’Ward und Rossi um die erste Position. Dahinter Newgarden und Alex Palou, der bis dahin ein unauffälliges Rennen fuhr. Wegen Kupplungsproblemen verlor McLaughlin den Anschluss an die vorderen Ränge, er hatte die meisten Führungsrunden absolviert. Die letzten Boxenstopps legten die Fahrer um die 170. Runde ein. Nach diesen Stopps lag Newgarden vor Dixon, Rossi und O’Ward. Rossi überholte Dixon und griff Newgarden an. Zwischen Dixon und Newgarden wechselte die Spitze einige Male. In Runde 187 überholte O’Ward Dixon als Dritter und in Runde 190 überholte O’Ward Teamkollege Rossi als Zweiter, und er begann mit Newgarden um den Sieg zu kämpfen. In der letzten Runde kam O’Ward an Newgarden vorbei und übernahm in Kurve eins die Führung. Doch Newgarden war auf der Gegengerade schneller und überholte in der dritten Kurve O’Ward. Er behielt die Führung bis ins Ziel und gewann. Newgarden sicherte sich den Sieg zum zweiten Mal in Folge, was zuletzt Helio Castroneves geschafft hatte in den Jahren 2001 und 2002. Nur sechs Fahrer in der Geschichte des Indy 500 haben das Doppel bis anhin realisieren können.

### Endergebnis
| Pos. | Nr. | Fahrer                  | Team                                                       | Chassis       | Motor     | Rd. | Zeit/Rückstand | Boxenstopps | Punkte |
| ---- | --- | ----------------------- | ---------------------------------------------------------- | ------------- | --------- | --- | -------------- | ----------- | ------ |
| 1    | 2   | Josef Newgarden (W)     | Team Penske                                                | Dallara UAK18 | Chevrolet | 200 | 2:58:49.4079   | 5           | 61     |
| 2    | 5   | Pato O’Ward             | Arrow McLaren                                              | Dallara UAK18 | Chevrolet | 200 | 0,3417         | 6           | 46     |
| 3    | 9   | Scott Dixon (W)         | Chip Ganassi Racing                                        | Dallara UAK18 | Honda     | 200 | 0,9097         | 6           | 36     |
| 4    | 7   | Alexander Rossi (W)     | Arrow McLaren                                              | Dallara UAK18 | Chevrolet | 200 | 1,1691         | 5           | 42     |
| 5    | 10  | Alex Palou              | Chip Ganassi Racing                                        | Dallara UAK18 | Honda     | 200 | 1,5079         | 5           | 31     |
| 6    | 3   | Scott McLaughlin        | Team Penske                                                | Dallara UAK18 | Chevrolet | 200 | 2,0593         | 5           | 43     |
| 7    | 27  | Kyle Kirkwood           | Andretti Global                                            | Dallara UAK18 | Honda     | 200 | 2,5379         | 6           | 29     |
| 8    | 14  | Santino Ferrucci        | A. J. Foyt Racing                                          | Dallara UAK18 | Chevrolet | 200 | 3,6143         | 5           | 32     |
| 9    | 21  | Rinus VeeKay            | Ed Carpenter Racing                                        | Dallara UAK18 | Chevrolet | 200 | 3,9560         | 5           | 29     |
| 10   | 24  | Conor Daly              | Dreyer & Reinbold Racing / Cusick Motorsports              | Dallara UAK18 | Chevrolet | 200 | 4,6071         | 6           | 21     |
| 11   | 6   | Callum Ilott            | Arrow McLaren                                              | Dallara UAK18 | Chevrolet | 200 | 4,9652         | 7           | 20     |
| 12   | 33  | Christian Rasmussen (R) | Ed Carpenter Racing                                        | Dallara UAK18 | Chevrolet | 200 | 5,3234         | 6           | 18     |
| 13   | 45  | Christian Lundgaard     | Rahal Letterman Lanigan Racing                             | Dallara UAK18 | Honda     | 200 | 6,1824         | 7           | 18     |
| 14   | 75  | Takuma Sato (W)         | Rahal Letterman Lanigan Racing                             | Dallara UAK18 | Honda     | 200 | 6,6893         | 6           | 19     |
| 15   | 15  | Graham Rahal            | Rahal Letterman Lanigan Racing                             | Dallara UAK18 | Honda     | 200 | 7,3608         | 7           | 15     |
| 16   | 41  | Sting Ray Robb          | A. J. Foyt Racing                                          | Dallara UAK18 | Chevrolet | 200 | 8,5098         | 5           | 15     |
| 17   | 20  | Ed Carpenter            | Ed Carpenter Racing                                        | Dallara UAK18 | Chevrolet | 200 | 8,9081         | 6           | 14     |
| 18   | 17  | Kyle Larson (R)         | Arrow McLaren / Rick Hendrick                              | Dallara UAK18 | Chevrolet | 200 | 9,4846         | 6           | 21     |
| 19   | 77  | Romain Grosjean         | Juncos Hollinger Racing                                    | Dallara UAK18 | Chevrolet | 200 | 9,8312         | 7           | 11     |
| 20   | 06  | Hélio Castroneves (W)   | Meyer Shank Racing / Curb-Agajanian                        | Dallara UAK18 | Honda     | 200 | 10,3602        | 5           | 10     |
| 21   | 4   | Kyffin Simpson (R)      | Chip Ganassi Racing                                        | Dallara UAK18 | Honda     | 200 | 11,0931        | 8           | 10     |
| 22   | 78  | Agustín Canapino        | Juncos Hollinger Racing                                    | Dallara UAK18 | Chevrolet | 199 | 1 Rd.          | 6           | 8      |
| 23   | 26  | Colton Herta            | Andretti Global / Curb-Agajanian                           | Dallara UAK18 | Honda     | 170 | Unfall         | 4           | 7      |
| 24   | 12  | Will Power (W)          | Team Penske                                                | Dallara UAK18 | Chevrolet | 145 | Unfall         | 4           | 17     |
| 25   | 98  | Marco Andretti          | Andretti Herta Autosport / Marco Andretti / Curb-Agajanian | Dallara UAK18 | Honda     | 113 | Unfall         | 5           | 5      |
| 26   | 23  | Ryan Hunter-Reay (W)    | Dreyer & Reinbold Racing / Cusick Motorsports              | Dallara UAK18 | Chevrolet | 107 | Unfall         | 4           | 6      |
| 27   | 60  | Felix Rosenqvist        | Meyer Shank Racing                                         | Dallara UAK18 | Honda     | 55  | Motor          | 1           | 9      |
| 28   | 8   | Linus Lundqvist (R)     | Chip Ganassi Racing                                        | Dallara UAK18 | Honda     | 27  | Unfall         | 2           | 5      |
| 29   | 51  | Katherine Legge         | Dale Coyne Racing / Rick Ware Racing                       | Dallara UAK18 | Honda     | 22  | Motor          | 1           | 5      |
| 30   | 11  | Marcus Armstrong (R)    | Chip Ganassi Racing                                        | Dallara UAK18 | Honda     | 6   | Motor          | 0           | 5      |
| 31   | 66  | Tom Blomqvist (R)       | Meyer Shank Racing                                         | Dallara UAK18 | Honda     | 0   | Unfall         | 0           | 5      |
| 32   | 30  | Pietro Fittipaldi       | Rahal Letterman Lanigan Racing                             | Dallara UAK18 | Honda     | 0   | Unfall         | 0           | 5      |
| 33   | 28  | Marcus Ericsson (W)     | Andretti Global                                            | Dallara UAK18 | Honda     | 0   | Unfall         | 0           | 5      |

(R) Rookie (W) früherer Sieger / Reifen: alle Firestone / 8 Gelbphasen für insgesamt 47 Rd.

### Führungsrunden
| Fahrer              | Team                                          | Motor     | Rd. |
| ------------------- | --------------------------------------------- | --------- | --- |
| Scott McLaughlin    | Team Penske                                   | Chevrolet | 66  |
| Josef Newgarden     | Team Penske                                   | Chevrolet | 26  |
| Sting Ray Robb      | A. J. Foyt Racing                             | Chevrolet | 23  |
| Conor Daly          | Dreyer & Reinbold Racing / Cusick Motorsports | Chevrolet | 22  |
| Scott Dixon         | Chip Ganassi Racing                           | Honda     | 12  |
| Alexander Rossi     | Arrow McLaren                                 | Chevrolet | 12  |
| Pato O’Ward         | Arrow McLaren                                 | Chevrolet | 11  |
| Rinus VeeKay        | Ed Carpenter Racing                           | Chevrolet | 8   |
| Christian Lundgaard | Rahal Letterman Lanigan Racing                | Honda     | 5   |
| Kyle Larson         | Arrow McLaren                                 | Chevrolet | 4   |
| Ed Carpenter        | Ed Carpenter Racing                           | Chevrolet | 3   |
| Kyffin Simpson      | Chip Ganassi Racing                           | Honda     | 3   |
| Kyle Kirkwood       | Andretti Global                               | Honda     | 2   |
| Alex Palou          | Chip Ganassi Racing                           | Honda     | 1   |
| Santino Ferrucci    | A. J. Foyt Racing                             | Chevrolet | 1   |
| Callum Ilott        | Arrow McLaren                                 | Chevrolet | 1   |